# Nora Inu
Nora Inu (Japans: 野良犬, "Zwervende hond") is een misdaadfilm  van Akira Kurosawa uit 1949. De film weet spanning op te bouwen door close-ups te maken van details en te focussen op het bewijsmateriaal.

## Plot
Het verhaal begint wanneer het pistool van agent in opleiding Murakami door een zakkenroller wordt gejat. Murakami gaat op onderzoek uit om de dief te vinden. Hij komt er dan achter dat een voormalig zakkenrolster op dezelfde bus zat, en volgt haar om erachter te komen wie erachter zit. Zij vertelt hem dat hij op zoek moet gaan naar wapenhandelaren. Murakima gaat vervolgens undercover op zoek. Hij arresteert de handelaars die zijn pistool verhandeld hebben, waarna hij gepromoveerd wordt naar de afdeling Moordzaken. Hij wordt nu op een zaak gezet waarbij een zwerver met zijn pistool een jonge vrouw in de elleboog heeft geschoten en haar daarna heeft bestolen. Murakami en zijn nieuwe partner Sato moeten deze crimineel, Yusa genaamd, vinden voor hij opnieuw toeslaat. Na een paar ondervragingen komen ze bij danseres Harumi uit door wie Yusa letterlijk geobsedeerd is. De ondervraging leidt helaas nergens toe.
De volgende dag komen ze erachter dat met Murakami's pistool een roofmoord is gepleegd. Ze gaan terug naar Harumi en komen door haar moeder erachter dat Yusa daar net geweest is. Ze wil nog steeds niet meewerken aan het onderzoek. Terwijl Sato gaat uitzoeken waar Yusa heen is, blijft Marukami bij Harumi voor het geval dat Yusa nog terugkomt. Terwijl Sato Yusa opwacht in het hotel, komt Marukami erachter dat Yusa de moord pleegde om de jurk te kunnen kopen die Harumi altijd al wilde hebben. Yusa rent uit het hotel. Dit valt Sato natuurlijk op en hij rent hem achterna. Sato wordt dan vlak voor het hotel neergeschoten en blijft daar in kritieke toestand liggen. Als Harumi dit hoort besluit ze aan Marukami te vertellen waar Yusa zit. Hij vertrekt meteen naar die plek. Als Yusa erachter komt dat Murakami een agent is begint hij te rennen. Marukami rent achter hem aan. Plots kan Yusa niet meer verder. Hij begint te schieten en schiet Marukami in diens arm. Marukami beweegt geen spier en blijft hem boos aanstaren. Yussa schiet verschrikt twee keer mis, waardoor zijn kogels opraken. Als dat gebeurt slaat Marukami toe en slaat hem in de boeien.

## Rolverdeling
| Acteur            | Personage                 |
| ----------------- | ------------------------- |
| Toshiro Mifune    | Detective Murakami        |
| Takashi Shimura   | Detective Sato            |
| Keiko Awaji       | Harumi Namiki             |
| Eiko Miyoshi      | Harumi's mother           |
| Noriko Honma      | Wooden Tub Shop woman     |
| Isao Kimura       | Yusa                      |
| Minoru Chiaki     | Girlie Show director      |
| Ichiro Sugai      | Yayoi Hotel owner         |
| Gen Shimizu       | Police Inspector Nakajima |
| Reikichi Kawamura | Officer Ichikawa          |
| Noriko Sengoku    | Girl                      |